# Castello di Moccò
Il castello di Moccò (Muhov grad o anche grad Mokovo in sloveno) si trova in Italia nel comune di San Dorligo della Valle, nel Breg, nei pressi del cimitero del paese di Sant'Antonio in Bosco, a picco sulla val Rosandra.
Per gran parte della sua storia il castello portava il nome di Mucho o Mocho, mentre il nome di Moccò è più moderno.

## Il castello
Il castello si trovava sulla sommità di un colle posto tra il ciglione carsico e il monte San Michele, che si trova sopra l'abitato di Bagnoli della Rosandra. Il colle è facilmente raggiungibile solo da nord-ovest, dove appunto c'era l'accesso al fortilizio. Il castello aveva una forma allungata ed era munito di tre torri. Le prime due, le torri principali si trovavano nei pressi dell'accesso, mentre la terza torre, la torre campanaria, si trovava a oriente ed era rivolta verso la valle. Le torri originariamente erano molto alte, alla fine del XV secolo vennero abbassate sino all'altezza delle murature perimetrali.
Oggi del castello rimangono i segni degli incavi nella roccia sommitale, che fungevano da fondazioni e un tratto di muratura di 9 m con un'apertura ad arco, aperta probabilmente durante il primo conflitto mondiale, quando i resti vennero usati probabilmente come postazione di mitragliatrice.

## Storia

I castelli e le fortificazioni della val Rosandra e del Breg

La prima menzione esplicita del castello è del 1233, dove viene definito "castro de Muchou", all'epoca era di proprietà del vescovo di Trieste, il quale lo dava in consegna a dei "ministeriali", che, appunto, portavano il predicato "de Mucho". La prima menzione della famiglia de Mucho è del 1166 (quindi probabilmente il castello esisteva già dal XII secolo)
Il castello venne edificato dai vescovi per controllare l'importante strada commerciale che collegava il litorale con Lubiana e per controllare e difendere il distretto detto, appunto, di Mucho, del quale facevano parte i borghi di Riçmegne, Gassi, Borst, Breseç, Bagnoli, Preseriani, Creguiani, Sancti Odorici, Sancti Martini e Brde (secondo le denominazioni dell'epoca).
Il castello viene distrutto, o gravemente danneggiato a seguito di una guerra condotta dal Comune di Capodistria contro il Comune di Trieste e ricostruito, a spese del Patriarca di Aquileia nel 1268, il quale gestì il castello fino alla morte, dopodiché il presidio del castello venne affidato al Comune di Trieste, con la raccomandazione di restituirlo al nuovo patriarca.
Durante una guerra tra il patriarca e la Repubblica di Venezia il castello viene conquistato dai veneziani o da qualche loro alleato e nell'anno 1287 viene assediato dalle forze patriarcali. Seguì una trattativa di pace nel 1289, nella quale una clausola prevedeva la restituzione del castello, da parte dei veneziani, al vescovo di Trieste. Le trattative però non ebbero successo e la guerra continuò fino alla pace del 1291, quando finalmente il castello venne restituito al vescovo di Trieste. Questi, oberato dai debiti, concesse in affido il castello al Comune di Trieste per dieci anni. Fino al 1323 il castello rimase di proprietà vescovile, anche se stabilmente in custodia e affido al Comune. Attorno all'anno 1334 il castello e il territorio a esso pertinente vengono aggregati al distretto triestino (è attorno all'anno 1350 che compare anche la denominazione "Mocho" per il castello).
Nell'anno 1358 il Comune di Trieste decide di chiudere la strada commerciale che passa nei pressi del castello per costringere i mercanti diretti in Istria a passare attraverso il passo di Longera e quindi deviare i traffici in città. Questo atto provocherà una nuova guerra tra Trieste e Venezia, la quale pone sotto assedio la città nel 1368, ma Trieste resiste grazie ai rifornimenti che arrivavano in città attraverso le strade presidiate dai castelli di Mucho e Moncolano. Quindi la Repubblica Veneta decide di conquistare i due castelli. Moncolano (nei pressi di Prosecco) cade nel febbraio 1369, mentre la presa del castello di Mucho è più impegnativa, infatti il capitano veneto Michiel propone due soluzioni: l'attacco diretto con tutti gli uomini disponibili o l'assedio prolungato. Qui entra in gioco la figura del capitano triestino Astolfo Pelosio, che all'epoca era in carica quale capitano del castello. Questi si propone di mediare la trattativa per la resa di Trieste, che era allo stremo. Durante le trattative giunse notizia dell'avvicinarsi dell'esercito austriaco, che veniva in soccorso di Trieste. Le trattative cessarono immediatamente e Pelosio si asserragliò nel castello. Nel frattempo la città venne conquistata dai veneziani, mentre il castello di Mucho resistette ancora per un anno, quando finalmente si stipulò la pace e il castello passò in mano veneta e il Pelosio poté ritirarsi presso il duca d'Austria. Quindi il castello rimase in mano ai veneziani dal 1371 al 1380 i quali apportarono alcune migliorie alla struttura. Dopo la dedizione di Trieste all'Austria nel 1382 il castello ritorna al duca d'Austria.

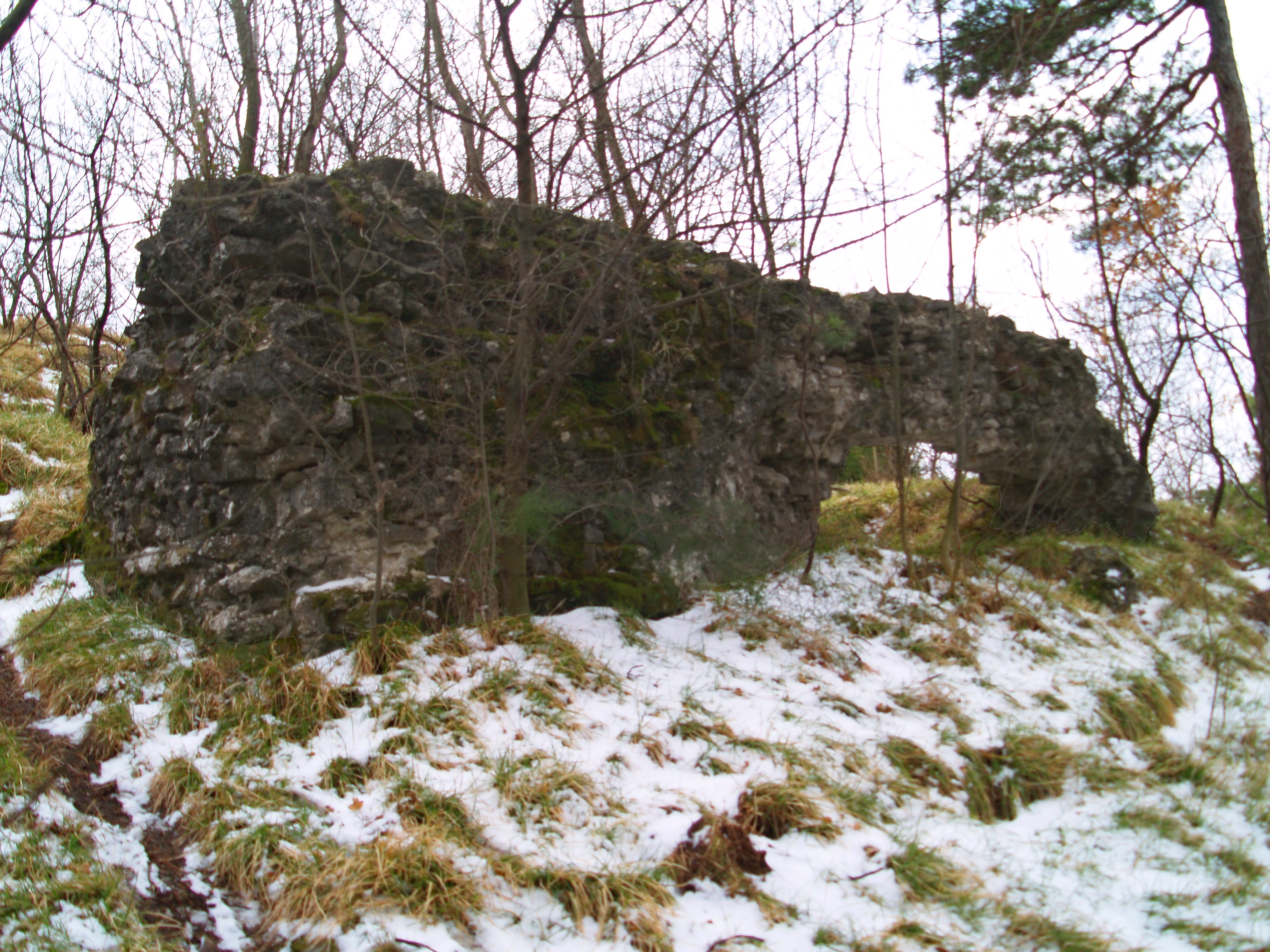
I probabili resti della cisterna veneziana del XIV secolo

Nel 1461 il Comune di Trieste riesce ad assumere in appalto il presidio del castello di Mucho. In questi anni avviene anche la maggiore espansione territoriale del Comune, che giunge ora sino a Castelnuovo d'Istria (Podgrad, in Slovenia). Il Comune allora si ritrova in una situazione analoga a quella di un secolo prima: tutti i mercanti diretti dalla Carniola in Istria devono passare attraverso la dogana triestina. Come un secolo prima scoppia una nuova guerra tra Trieste e Venezia, vinta nuovamente dalla Repubblica nel 1463, che conquista così i territori di Castelnuovo e Mucho. I veneziani, notata la vetustà del castello, decidono di ammodernarlo, abbassandone le torri e creando delle nuove strutture di difesa.
Nel 1509 scoppia una nuova guerra tra la casa d'Austria e la Repubblica Veneta. In questa occasione i triestini cercano di conquistare il castello, senza successo, quindi viene chiesto aiuto all'Imperatore. Nell'ottobre 1511 il Vescovo di Trieste Pietro Bonomo alla testa delle milizie triestine, di "200 pedoni boemi" e "200 cavalieri croati" raggiunge il castello e lo pone sotto assedio. Dopo 20 colpi di bombarda il presidio veneto si arrende, come documentato anche nel poema di Gerardo de Gerardi. A questa resa seguono le rese di tutte le strutture fortificate minori dei dintorni, compresi il tabor di Draga e il castello di San Servolo.
Il castello, che ormai non sarebbe ritornato più in mani al Comune di Trieste, dato che è stato conquistato a spese dell'imperatore, in un territorio nel quale il Vescovo deteneva molti diritti, quindi scomodo, e ormai insicuro per l'artiglieria dell'epoca, venne raso al suolo per ordine del vescovo l'11 ottobre 1511.